# Diplusodon micromerus
Diplusodon micromerus är en fackelblomsväxtart som beskrevs av T.B.Cavalc.. Diplusodon micromerus ingår i släktet Diplusodon och familjen fackelblomsväxter. Inga underarter finns listade i Catalogue of Life.